# Сарразен, Сиприен
Сиприен Сарразен (фр. Cyprien Sarrazin ; род. 13 октября 1994, Гап, Франция) — французский горнолыжник. Специализируется в скоростных дисциплинах. Победитель этапов кубка мира. Участник зимних Олимпийских игр 2022 года.

## Карьера
Сиприен — сын инструктора по лыжным дисциплинам, кататься на лыжах научился в возрасте шести лет. В 2011 году Сарразен принял участие в Европейском юношеском олимпийском фестивале, где участвовал в соревнованиях по гигантскому слалому и слалому.
19 февраля 2016 года Сиприен дебютировал на этапе Кубка мира в Шамони, сразу же набрав очки и заняв 29-е место в комбинации. Совершенно неожиданно француз выиграл параллельный гигантский слалом в Альта-Бадиа 19 декабря 2016 года, обыграв в финале Карло Янку.
На Олимпийских играх в Пекине Сарразен принимал участие в гигантском слаломе, но выбыл в первом же спуске.
Летом 2022 года француз решил полностью сосредоточиться на скоростных дисциплинах. 28 декабря 2023 года в Бормио француз стал победителем этапа кубка мира в скоростном спуске. По ходу сезона он ещё трижды праздновал успех в скоростных дисциплинах. По итогам всего Кубка мира сезона 2023/2024 годов Сарразен стал вторым после Марко Одерматта в скоростном спуске.
В сезоне 2024/25 годов Сарразен перенес кровоизлияние в мозг (или субдуральную гематому) на заключительной тренировке в Бормио 27 декабря 2024 года. В тот же день ему сделали операцию. В начале января 2025 года Федерация лыжного спорта Франции объявила, что со спортсменом всё в порядке, но ему еще предстоит пройти долгий путь выздоровления. Этот сезон для него был завершён.

### Олимпийские игры
| Олимпийские игры | Скоростной спуск | Супергигант | Гигантский слалом | Слалом | Комбинация | Команды |
| ---------------- | ---------------- | ----------- | ----------------- | ------ | ---------- | ------- |
| 2022 Пекин       | —                | —           | DNF1              | —      | —          | —       |

### Чемпионаты мира по горнолыжному спорту
| Чемпионат мира | Скоростной спуск | Супергигант | Гигантский слалом | Слалом | Комбинация | Команды | Паралл. гигантский слалом |
| -------------- | ---------------- | ----------- | ----------------- | ------ | ---------- | ------- | ------------------------- |
| 2023 Куршевель | —                | —           | —                 | —      | DNS SG     | —       | —                         |

### Победы на этапах Кубка мира (5)
| №  | Сезон   | Дата            | Место       | Дисциплина                     | Место |
| -- | ------- | --------------- | ----------- | ------------------------------ | ----- |
| 1  | 2016/17 | 19 декабря 2016 | Альта-Бадия | Параллельный гигантский слалом | 1     |
| 2  | 2023/24 | 28 декабря 2023 | Бормио      | Скоростной спуск               | 1     |
| 3  | 2023/24 | 12 января 2024  | Венген      | Супергигант                    | 1     |
| 4  | 2023/24 | 19 января 2024  | Кицбюэль    | Скоростной спуск               | 1     |
| 45 | 2023/24 | 20 января 2024  | Кицбюэль    | Скоростной спуск               | 1     |